# Волчонок: В огне
«Волчонок: В огне» (англ. Teen Wolf: On Fire) — американский мистический роман по мотивам телесериала «Волчонок», написанный автором многих бестселлеров «The New York Times», Нэнси Холдер, и опубликованный 17 июля 2012 года. Действие происходит в вымышленном городе Бэйкон-Хиллс и рассказывает о школьнике Скотте, превратившемся в оборотня после нападения другого ликантропа.

## Сюжет
«Сны сбываются. Кошмарные сны» (англ. Dreams Can Come True. Just Not The Good Ones).
Действие романа происходит между эпизодами «The Tell» и «Heart Monitor» первого сезона. По словам местных властей, городок Бейкон-Хиллс страдает от жестоких атак свирепой пумы. Но Скотт знает правду — таинственный Альфа-оборотень продолжает свою охоту. Когда Джексон Уиттмор не появляется на свидании с Лидией, Скотт и Эллисон отправляются на поиски друга. Стайлз и Дерек, чья жажда мести едва ли доведёт до добра, также отправляются на поиски после кошмарного видения Скотта. Ребята оказываются в лесу и понимают, что они там не одни — вскоре спасательная миссия оборачивается борьбой за выживание, когда каждый должен сделать выбор — убить или быть убитым.

## Персонажи
- Скотт МакКолл (англ. Scott McCall) — подросток, которого кусает оборотень. После укуса Скотт замечает в себе перемены — улучшается слух и реакция. Он быстро становится популярным, став успешным игроков школьной команды в лакросс. Однако у этого события есть оборотная сторона — Скотт пытается побороть в себе животные инстинкты и не позволить волку внутри себя вырваться наружу.

- Стайлз Стилински (англ. Stiles Stilinski) — лучший и верный друг Скотта, который всегда готов прийти на помощь и всячески хранить тайну Скотта.

- Эллисон Арджент (англ. Allison Argent) — новая девушка в школе Бикон. Между ней и Скоттом сразу же возникает симпатия, но ни Эллисон, ни Скотт не знают, что её семья — это целый клан охотников на оборотней, преследующий Дерека и других оборотней.

- Джексон Уиттмор (англ. Jackson Whittemore) — звезда школьной команды по лакроссу, высокомерный и задиристый. Считает, что Скотт добился успеха в спорте благодаря какому-то стероиду. Вынужден общаться со Скоттом, так как его девушка дружит с Эллисон.

- Дерек Хейл (англ. Derek Hale) — таинственный оборотень, чья семья погибла во время пожара в результате нападения Арджентов несколько лет назад. Вернулся в город, чтобы найти свою сестру.

## Публикация
Роман «В огне» стал первым в запланированной серии романов по мотивам сериала «Волчонок» канала MTV. В своей книге автор Нэнси Холдер пытается глубже проникнуть в мифологию сериала — автор уже получила подобный опыт в работе над романами по мотивам таких культовых мистических сериалов, как «Баффи — истребительница вампиров», «Ангел» и «Тайны Смолвиля».
Хотя канал MTV официально объявил о том, что книга будет доступна в ретейл-магазинах 5 июня 2012 года, ресурс Amazon.com назвал другую дату — 17 июля. Сайт канала опубликовал первую главу романа 15 июля.

## Обзоры
На сайте «Goodreads» книга получила 4 звезды из 5 на основе 96 положительных отзывов. Ресурс «Google Книги» также присвоил книге 4 звезды из 5 на основе 44 отзывов читателей.
В обзоре сайта «Dark Faieri Tales» говорится, что «клиффхэнгер следует за клиффхэнгером», а «место действия и события стремительно меняются — смотря от чьего лица ведется повествование — к финалу складываясь в единую картину»; «увлекательный сюжет заставляет задуматься, почему ты не можешь читать быстрее, а окончание прочтения — желать продолжения истории». В обзоре «Feathered Quill Book Reviews» отмечается, «что сериал MTV отлично сыгран и написан, неудивительно, что книга получилась такой же, выделяющейся на фоне другой литературы об оборотнях в лучшую сторону». В обзоре «OMFG Books» говорится, что «подобные романы, связанные с популярными медиа-продуктами, в большинстве страдают от того, что персонажам не хватает глубины» — «к счастью данная книга оказалась исключением», а «уникальный стиль Холден — рассказывать важные вещи о героях различными мелочами и нюансами — позволяет раскрыть персонажей», однако «многочисленные флэшбеки со временем начинают отдалять от основного сюжета и тормозить его развитие».